# Denial
"Denial" to piosenka pop-rock stworzona przez Heidi Range, Keishę Buchanan, Amelle Berrabah, Flexa Turnera, Elliota Malloy'a i Vanessę Brown na szósty, studyjny album brytyjskiego trio muzycznego Sugababes. Utwór został wyprodukowany przez Flexa Turnera i Elliota Malloy'a oraz wydany jako trzeci singel z krążka dnia 17 marca 2008 w Wielkiej Brytanii. Pierwsi piosenkę mogli usłyszeć fani we wrześniowym Album Chart Show, w którym Sugababes wykonały piosenkę „Change” i „About You Now”. W Polsce singel stał się hitem. W polskim oddziale MTV jest jednym z najczęściej emitowanych teledysków. Na liście MTV Maxxx „Denial” dotarł do #1 miejsca.

## Teledysk
Sugababes w teledysku wystąpiły w 13 różnych ubraniach, a towarzyszyły im dwa psy (m.in. pies Heidi Range, Budy) oraz dziecko. Wideo przedstawia kilka sesji zdjęciowych Sugababes.

## Lista utworów
| Lp.                    | Tytuł                                                      | Długość |
| ---------------------- | ---------------------------------------------------------- | ------- |
| UK Promo CD Singel     |                                                            |         |
| 1.                     | "Denial" (Ian Carey Vocal Mix)                             | 7:04    |
| 2.                     | "Denial" (Sanna and Pitron Remix)                          | 8:25    |
| 3.                     | "Denial" (Mike Rose Remix)                                 | 3:37    |
| 4.                     | "Denial" (Radio Edit)                                      | 3:30    |
| UK CD Singel (1765355) |                                                            |         |
| 1.                     | "Denial" (Radio Edit)                                      | 3:30    |
| 2.                     | "Hey There Delilah" (Radio One Live Lounge)                | 3:50    |
| 3.                     | "Denial" (Ian Carey Vocal Mix)                             | 7:04    |
| 4.                     | "Denial" (Sanna and Pitron Remix)                          | 8:25    |
| UK Digital Singel      |                                                            |         |
| 1.                     | "Denial" (Ian Carey Vocal Mix)                             | 7:04    |
| 2.                     | "Denial" (Sanna and Pitron Remix)                          | 8:25    |
| 3.                     | "Denial" (Mike Rose Remix)                                 | 3:37    |
| 4.                     | "Totally Enormous Extinct Dinosaurs" (Microceratops Remix) | 4:05    |
| 5.                     | "Denial" (Radio Edit)                                      | 3:30    |

## Listy przebojów
| Lista Przebojów (2008)           | Pozycje |
| -------------------------------- | ------- |
| Estonian Singles Chart           | 1       |
| Bulgarian National Top 40        | 2       |
| Austria Singles Chart            | 4       |
| Croatia\| Croatian Singles Chart | 5       |
| Słowacja Singles Chart           | 7       |
| German Singles Chart             | 12      |
| UK Download Chart                | 14      |
| UK Singles Chart                 | 15      |
| Irish Singles Chart              | 18      |
| Swiss Singles Chart              | 18      |
| Russian Singles Chart            | 18      |
| Romanian Singles Chart           | 55      |

| Polskie listy przebojów | Najwyższa pozycja |
| ----------------------- | ----------------- |
| POPLista*               | 1(6)              |
| MTV Maxxx Hits*         | 1(2)              |
| Radio ESKA Top 20*      | 1                 |
| Hop Bęc*                | 3                 |
| Polish Dance Top 40     | 8                 |